# Honey, This Mirror Isn't Big Enough for the Two of Us
Honey, This Mirror Isn't Big Enough for the Two of Us è il secondo singolo del gruppo musicale My Chemical Romance estratto dal primo album I Brought You My Bullets, You Brought Me Your Love, pubblicato nel 2003 solo nel Regno Unito.

## Il brano
Il brano è stato composto totalmente dalla band. Il testo fa riferimento ai problemi con l'alcol avuti dal cantante Gerard Way.

## Video musicale
Il video è stato diretto da Marc Debiak e si ispira al film Audition, poiché parla di un uomo in cerca di una coniuge che dopo varie donne ne trova una.
Dopo il loro primo appuntamento la ragazza scompare ed egli cerca di scoprire dove ella possa abitare, ma non riesce a risolvere granché.
Dopo essere tornato a casa si versa un drink e subito dopo crolla a terra paralizzato, mentre dalla porta, mentre arriva la donna che comincia a torturarlo infilandogli degli aghi sotto l'occhio e nella pancia.

## Tracce
1. Honey, This Mirror Isn't Big Enough for the Two of Us - 3.51
2. This Is The Best Day Ever - 2.14

## Formazione
- Gerard Way - voce
- Frank Iero - chitarra, voce secondaria
- Ray Toro - chitarra, voce secondaria
- Mikey Way - basso
- Matt Pelissier - batteria

## Classifiche
| Classifica (2003) | Posizione massima |
| ----------------- | ----------------- |
| Regno Unito       | 182               |